# Axel Fuchs (Politiker)

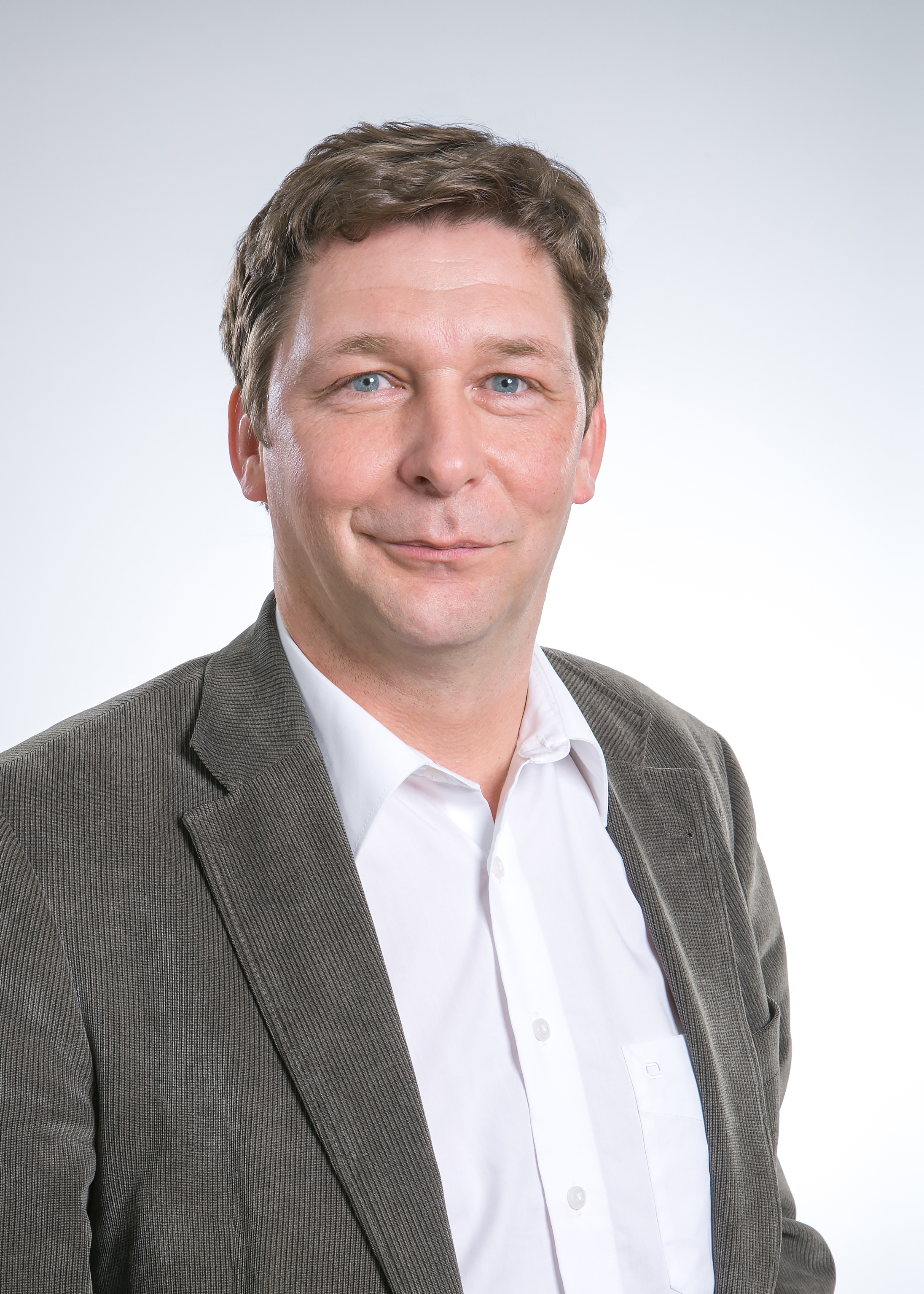
Axel Fuchs (2015)

Axel Fuchs (* 18. Oktober 1967 in Jülich) ist ein deutscher Kommunalpolitiker und seit 2015 parteiloser Bürgermeister von Jülich im Kreis Düren, Nordrhein-Westfalen.
Im Rahmen der Wahl des Bürgermeisters der Stadt Jülich ging Fuchs aus einer am 27. September 2015 abgehaltenen Stichwahl mit 63,01 % der Stimmen als Sieger hervor. Seine Vereidigung erfolgte am 21. Oktober 2015.

## Beruflicher Werdegang
1988 begann Axel Fuchs, Sohn eines Finanzbeamten und einer Verkäuferin, seine Ausbildung zum Steuerfachgehilfen bei einem Wirtschaftsprüfer in Düren. Nach der Lehrabschlussprüfung wechselte er 1991 an das Finanzamt Düren. Nach der Prüfung wurde Fuchs 1993 zum Finanzamt in Köln versetzt. Dort wurde er auch Personalratsmitglied. Ab 1998 arbeitete er in der Steuerfahndung.
Von 2001 bis 2004 studierte Fuchs an der Fachhochschule für Finanzen in Nordkirchen. Das Studium schloss er als Diplom-Finanzwirt ab und war danach im gehobenen Dienst der Finanzverwaltung tätig. Seit 2008 ordentliches Mitglied im Personalrat, war er beim Finanzamt Düren von 2012 bis 2015 als Vorsitzender dieses Gremiums tätig.
Seit dem 21. Oktober 2015 ist Axel Fuchs hauptamtlicher Bürgermeister von Jülich, der zweitgrößten Stadt im Kreis Düren. In der Folge wurde er auch Geschäftsführer der Brückenkopf-Park gGmbH, was sich zum Gegenstand einer Kontroverse entwickelte. Am 13. September 2020 wurde er mit knapp 84 % im Amt bestätigt.

## Privates
Fuchs war Sänger einer der ersten Ska-Bands Deutschlands, The Blue Beat. Mit The Blue Beat trat er viele Jahre in Deutschland und Europa auf. 1986 begann Fuchs sich im Karneval zu engagieren und gründete mit Freunden die CCKG (Café Cholera Karnevalsgesellschaft).
Axel Fuchs heiratete 1998, hat zwei Kinder und wohnt in Jülich.